# コシャチイルカ
コシャチイルカ（小鯱海豚、Cephalorhynchus heavisidii）は、クジラ目ハクジラ亜目マイルカ科イロワケイルカ属に属するイルカであり、イロワケイルカ属を構成する四つの種の一つである。

## 名称

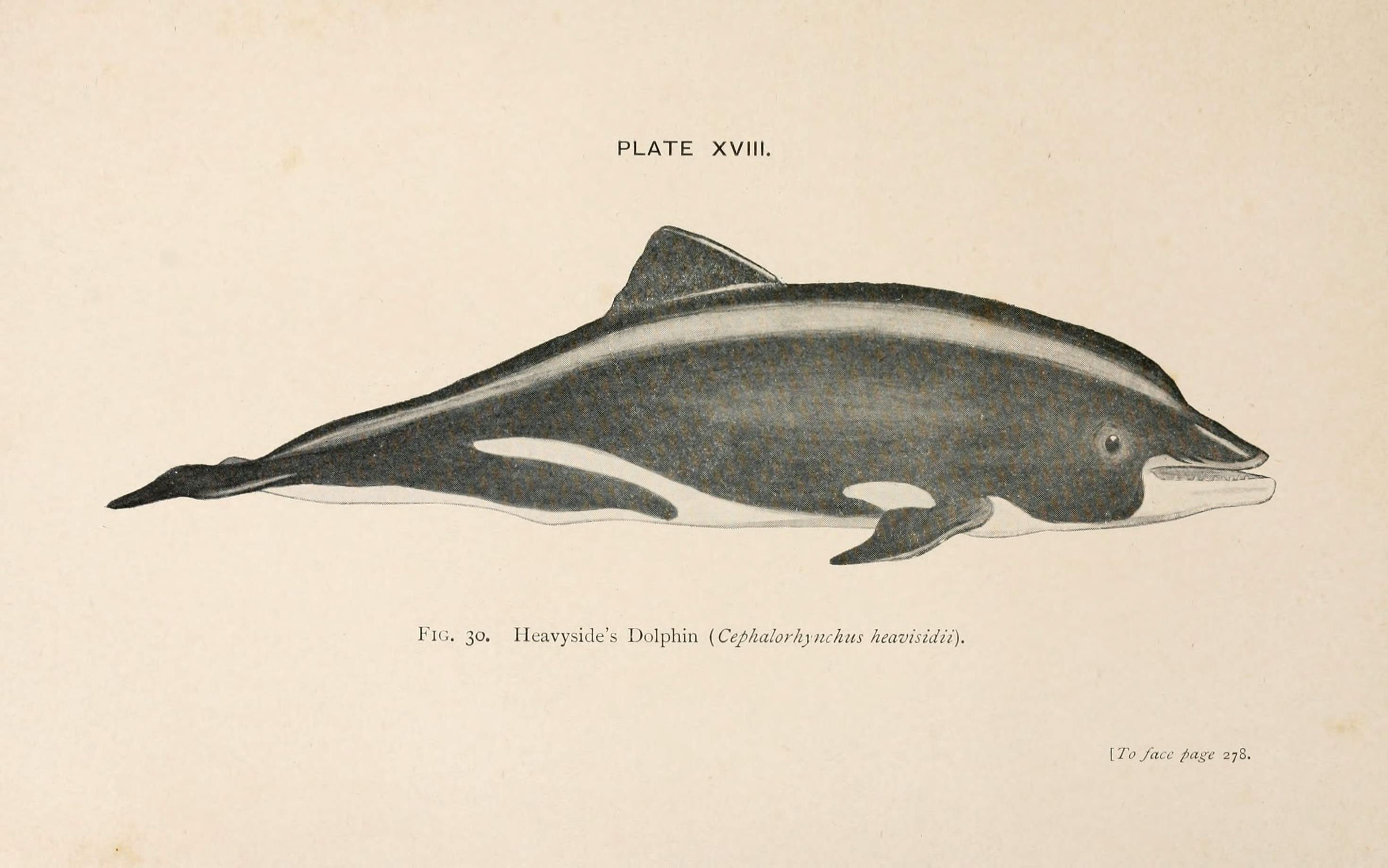
1900年のイラスト

英名である「Heaviside's Dolphin（ヘビサイドのイルカ）」は19世紀初頭にナミビアからイギリスに標本を持ち込んだキャプテン Haviside（ヘビサイド）の名前に由来する。
しかし、クジラ目の生物などの蒐集で著名だった外科医キャプテン Heaviside（ヘビサイド）と混同され、間違ったスペルである「Heaviside」が定着してしまい、それが学名にも使用されている。
しかしながら、一部の専門家（例えば、Encyclopedia of Marine Mammals（海棲哺乳類百科事典）の著者）は「Haviside's Dolphin」と呼んでいる。
和名は、シャチを思わせる下腹部の模様をしていることに由来する。

## 形態

ヒトと比較したコシャチイルカの大きさ

コシャチイルカはイルカとしてはかなり小さな種類であり、成体の体長は180センチメートル弱、体重は75キログラム程度である。
サイズとずんぐりした頭部形状からネズミイルカと見間違うことが良くある。頭部は濃い灰色である。背の頭側半分および側面は少し明るい灰色である。背びれ、背の尾側半分および尾びれは濃い灰色である。腹側は白く、背びれ付近の側面には白い模様がある。

## 生態

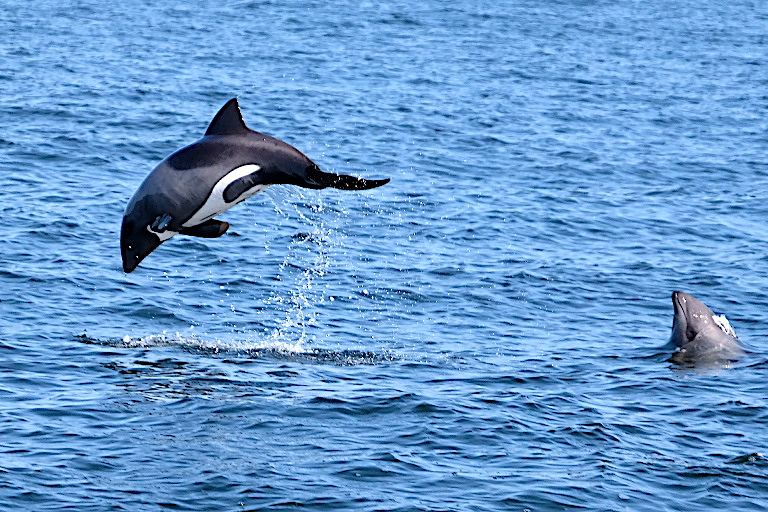
ナミビアにて

コシャチイルカは活発で社会的な動物である。5頭から10頭程度の群を成すが、時にはより大きな群を成すこともある。非常に速く泳ぐことができる。水面から垂直に跳躍したり、跳躍して空中で回転したり、音をあまり立てずに着水したり、といった行動が観察されている。
雌雄とも、7歳から9歳で性成熟する。妊娠期間は約10か月間である。春と夏に交尾する。雌は3年に1度のペースで出産すると考えられている。
知られている限りの最長齢は20歳である。この比較的短い寿命と、長い育児期間は、生息数の増加率が低いことを意味する。
そのため、本種の現在の生息数は過去の捕獲による影響が非常に大きい。

## 生息数と分布

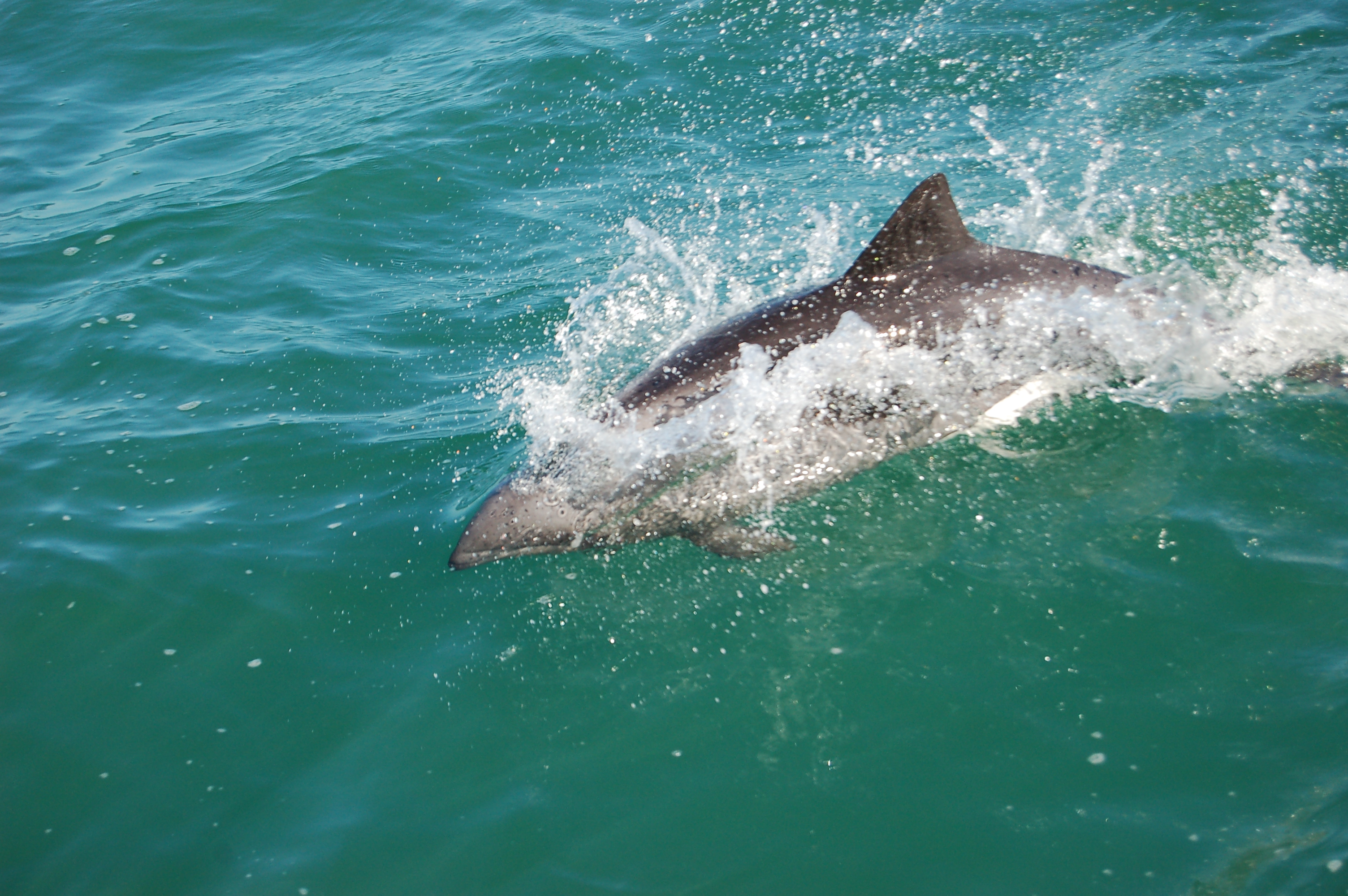
リューデリッツにて

ナミビアや南アフリカの西海岸の沿岸に棲息する。
コシャチイルカの組織的・科学的な調査は行われていないが、ナミビアのスケルトン海岸 (Skeleton Coast) の沖で見られることはほとんどない。北限はナミビアの北側である南緯17度、南限は南アフリカの南端である。南アフリカのケープタウン沖やナミビアのウォルビスベイ沖における観察例が多く、これらの地が主な棲息地であると考えられている。
総生息数は不明だが、ケープタウン西側沖から北約400kmの範囲で約6,400頭（信頼水準95%で3,500～11,000頭）と推定されており、ナミビア沖でも同等の生息密度が確認できる場所があることから、少なくとも1,000頭を超える成熟個体がいるものと推測されている。